# Sistem za upravljanje proizvodnje
Sistem za upravljanje proizvodnje (angleško manufacturing execution system ali MES) je računalniški sistem za nadzor in optimizacijo elementov proizvodnega procesa v realnem času. Koncept ni nov saj že desetletja poteka razvoj sistemov, namenjenih povezovanju proizvodnega in poslovnega okolja. Temu namenu služijo MES sistemi, ki predstavljajo integracijo teh dveh okolij. 
MES sistemi zagotavljajo potrebne informacije, ki omogočajo optimizacijo proizvodnih aktivnosti. Optimizacija lahko poteka na več področjih od izdaje proizvodnega naloga  do njegove realizacije. S podrobnejšo analizo proizvodnih podatkov pa si lahko pomagamo tudi pri korekciji parametrov tehnoloških postopkov.
Zaradi podobnosti so v začetku MES sistem zamenjevali s CIM (Computer integrated manufacturing), saj sta si koncepta obeh sistemov zelo podobna. Za razliko od MES sistema je CIM sistem metoda proizvodnje, kjer je celoten proces proizvodnje računalniško voden in temelji na zaprtozančnih procesih z uporabo signalov tipal v realnem času. Prednost mes sistema pred CIM sistemom je v tem, da je skladen s standardi, kar pomeni nižje stroške in krajšo dobo uvajanja in implementacije sistema.
MES sistem lahko uporabljamo v vseh oblikah proizvodnje, saj so bistvene naloge sistema optimalno razporejanje delovne sile, zalog in  opreme, nadzor in upravljanje proizvodnje, delovnih nalogov in analize proizvodnih parametrov.
V večini primerov in tudi trend proizvajalcev je, da je sistem po zgradbi neodvisen od operacijskega sistema in se ga lahko implementira v vsako okolje, kar omogoča enostavnejšo in cenejšo integracijo z obstoječo infrastrukturo v podjetju.
Najpomembnejši del sistema je podatkovna zbirka. Poznamo veliko različic in tipov podatkovnih zbirk. V današnjem času so najbolj razširjene relacijske podatkovne zbirke, ki jih počasi izpodrivajo objektne podatkovne zbirke.
Podatkovna zbirka sistema MES je v prenesenem pomenu nadzornik proizvodnje. Ima namreč skoraj v realnem času na razpolago podatke o proizvodnji in lahko v istem trenutku s pomočjo implementiranih funkcij in procedur ponudi presek stanja proizvodnje, poda opozorilo v primeru pojava napak, napredno izdelani sistemi MES pa lahko na podlagi podatkov iz preteklosti in primerjanjem trenutnih podatkov celo približno napovejo in opozorijo na prihajajoče dogodke.
Od sistema MES se pričakuje, da je sposoben odgovoriti na nepričakovane dogodke, ki vplivajo na proizvodnjo. Sodobni sistemi MES morajo imeti možnost dinamične razširitve nabora dogodkov in relacij s potrebnimi ukrepanji ob nastanku teh dogodkov oz. imajo ti sistemi možnost učenja. To so t. i. ekspertni sistemi.
Prednost teh sistemov je maksimalna optimizacija proizvodnje in preprečevanje nepotrebnih stroškov, ki se jim lahko izognemo s pomočjo integracije informacij iz proizvodnega procesa in informacij iz sistema ERP.
Te informacije so:
- razpoložljivost virov,
- zaloge materialov,
- stanje proizvodnih virov,
- razpoložljivost delovne sile,
- razpisani delovni nalogi.